# Polonia en los Juegos Olímpicos de Berlín 1936
Polonia estuvo representada en los Juegos Olímpicos de Berlín 1936 por un total de 143 deportistas que compitieron en 15 deportes.  
El portador de la bandera en la ceremonia de apertura fue el atleta Klemens Biniakowski.

## Medallistas
El equipo olímpico polaco obtuvo las siguientes medallas:
| Nombre                                                                            | Deporte   | Competición                      |
| --------------------------------------------------------------------------------- | --------- | -------------------------------- |
| Oro                                                                               |           |                                  |
| —                                                                                 |           |                                  |
| Plata                                                                             |           |                                  |
| Stanisława Walasiewicz                                                            | Atletismo | 100 m F                          |
| Jadwiga Wajsówna                                                                  | Atletismo | Disco F                          |
| Zdzisław Kawecki (Bambino) Henryk Roycewicz (Arlekin III) Seweryn Kulesza (Tóska) | Hípica    | Concurso completo por eqs.       |
| Bronce                                                                            |           |                                  |
| Maria Kwaśniewska                                                                 | Atletismo | Jabalina F                       |
| Jerzy Ustupski Roger Verey                                                        | Remo      | Doble scull (M2x) M              |
| Władysław Karaś                                                                   | Tiro      | Rifle en posición tendida 50 m M |